# Podegrodzie (Petite-Pologne)
Pour les articles homonymes, voir Podegrodzie.
Podegrodzie est une localité polonaise, siège de la gmina de Podegrodzie, située dans le powiat de Nowy Sącz en voïvodie de Petite-Pologne.